# Obermichelbach
Obermichelbach település Németországban, azon belül Bajorországban. Lakosainak száma 3249 fő (2023. december 31.). Obermichelbach Fürth és Veitsbronn községekkel határos.

## Népesség
A település népessége az elmúlt években az alábbi módon változott:
| Lakosok száma | 402  | 531  | 971  | 1795 | 3173 | 3192 | 3252 | 3323 | 3305 | 3249 |
|               | 1875 | 1950 | 1975 | 1987 | 2012 | 2014 | 2016 | 2017 | 2021 | 2023 |